# میلفورد (ماساچوست)
مایلفورد، ماساچوست
مایلفورد (به انگلیسی: Milford) شهرکی در شهرستان ورچستر ایالت ماساچوست می‌باشد که در سال ۱۷۸۰ بنیان‌گذاری شده‌است. این شهرک در سرشماری سال ۲۰۱۰ میلادی، ۲۷٬۹۹۹ نفر جمعیت داشته‌است.

## نگارخانه